# عدادو
عدادو هي مدينة تقع في جلجدود، غلمدغ، الصومال. يلبغ عدد سكان المدينة حوالي 9،390 نسمة.